# Temporada 2019 de la Copa Mundial de MotoE
La temporada 2019 de la Copa Mundial de MotoE fue la primera temporada de dicha competición de motos eléctricas y formó parte de la 71.ª temporada del Campeonato del Mundo de Motociclismo.

## Equipos y pilotos[1]
| Equipo                     | Constructor | Modelo             | N.º | Piloto           |
| -------------------------- | ----------- | ------------------ | --- | ---------------- |
| Tech3 E-racing             | Energica    | Energica Ego Corsa | 4   | Héctor Garzó     |
| Tech3 E-racing             | Energica    | Energica Ego Corsa | 78  | Kenny Foray      |
| LCR E-Team                 | Energica    | Energica Ego Corsa | 14  | Randy de Puniet  |
| LCR E-Team                 | Energica    | Energica Ego Corsa | 59  | Niccolò Canepa   |
| Alma Pramac Racing         | Energica    | Energica Ego Corsa | 5   | Alex De Angelis  |
| Alma Pramac Racing         | Energica    | Energica Ego Corsa | 16  | Joshua Hook      |
| Openbank Ángel Nieto Team  | Energica    | Energica Ego Corsa | 6   | María Herrera    |
| Openbank Ángel Nieto Team  | Energica    | Energica Ego Corsa | 18  | Nico Terol       |
| Avintia Esponsorama Racing | Energica    | Energica Ego Corsa | 10  | Xavier Siméon    |
| Avintia Esponsorama Racing | Energica    | Energica Ego Corsa | 51  | Eric Granado     |
| Trentino Gresini MotoE     | Energica    | Energica Ego Corsa | 11  | Matteo Ferrari   |
| Trentino Gresini MotoE     | Energica    | Energica Ego Corsa | 32  | Lorenzo Savadori |
| Pons Racing                | Energica    | Energica Ego Corsa | 15  | Sete Gibernau    |
| Dynavolt Intact GP         | Energica    | Energica Ego Corsa | 2   | Jesko Raffin     |
| SIC58 Squadracorse         | Energica    | Energica Ego Corsa | 27  | Mattia Casadei   |
| Ajo Motorsport MotoE       | Energica    | Energica Ego Corsa | 66  | Niki Tuuli       |
| Ajo Motorsport MotoE       | Energica    | Energica Ego Corsa | 44  | Lucas Mahias     |
| EG 0,0 Marc VDS            | Energica    | Energica Ego Corsa | 63  | Mike Di Meglio   |
| One Energy Racing          | Energica    | Energica Ego Corsa | 38  | Bradley Smith    |

## Calendario
Los siguientes Grandes Premios están programados en el calendario provisional de 2019.
Después de las cancelaciones de las citas de Jerez y Le Mans, los promotores de la nueva Copa Mundial de motos eléctricas confirmaron que arranca el 7 de julio y se disputarán seis pruebas.
| Ronda | Gran Premio                               | Circuito                                                | Fecha            |
| ----- | ----------------------------------------- | ------------------------------------------------------- | ---------------- |
|       | Gran Premio de España de Motociclismo     | Circuito de Jerez, Jerez de la Frontera                 | 5 de mayo        |
|       | Gran Premio de Francia de Motociclismo    | Circuito de Bugatti, Le Mans                            | 19 de mayo       |
| 1     | Gran Premio de Alemania de Motociclismo   | Sachsenring, Hohenstein-Ernstthal                       | 7 de julio       |
| 2     | Gran Premio de Austria de Motociclismo    | Red Bull Ring, Spielberg                                | 11 de agosto     |
| 3     | Gran Premio de San Marino de Motociclismo | Misano World Circuit Marco Simoncelli, Misano Adriatico | 14 de septiembre |
| 4     | Gran Premio de San Marino de Motociclismo | Misano World Circuit Marco Simoncelli, Misano Adriatico | 15 de septiembre |
| 5     | Gran Premio de la Comunidad Valenciana    | Circuito Ricardo Tormo, Cheste                          | 16 de noviembre  |
| 6     | Gran Premio de la Comunidad Valenciana    | Circuito Ricardo Tormo, Cheste                          | 17 de noviembre  |

## Resultados y Clasificación

### Resultados por Gran Premio
| Ronda | Gran Premio                            | E-Pole          | Vuelta rápida  | Piloto ganador | Equipo ganador             |
| ----- | -------------------------------------- | --------------- | -------------- | -------------- | -------------------------- |
| 1     | Gran Premio de Alemania                | Niki Tuuli      | Niki Tuuli     | Niki Tuuli     | Ajo MotoE                  |
| 2     | Gran Premio de Austria                 | Mike Di Meglio  | Mike Di Meglio | Mike Di Meglio | EG 0,0 Marc VDS            |
| 3     | Gran Premio de San Marino              | Alex De Angelis | Matteo Ferrari | Matteo Ferrari | Trentino Gresini MotoE     |
| 4     | Gran Premio de San Marino              | Alex De Angelis | Héctor Garzó   | Matteo Ferrari | Trentino Gresini MotoE     |
| 5     | Gran Premio de la Comunidad Valenciana | Eric Granado    | Eric Granado   | Eric Granado   | Avintia Esponsorama Racing |
| 6     | Gran Premio de la Comunidad Valenciana | Eric Granado    | Eric Granado   | Eric Granado   | Avintia Esponsorama Racing |

### Campeonato de Pilotos
Sistema de puntuación
Los puntos se reparten entre los quince primeros clasificados en acabar la carrera. 
Sistema de puntuación de 1993 hasta 2022:
| Posición | 1.º | 2.º | 3.º | 4.º | 5.º | 6.º | 7.º | 8.º | 9.º | 10.º | 11.º | 12.º | 13.º | 14.º | 15.º |
| Puntos   | 25  | 20  | 16  | 13  | 11  | 10  | 9   | 8   | 7   | 6    | 5    | 4    | 3    | 2    | 1    |

| Pos. | Piloto           | GER | AUT | RSM | RSM | VAL | VAL | Puntos |
| ---- | ---------------- | --- | --- | --- | --- | --- | --- | ------ |
| 1    | Matteo Ferrari   | 5   | 5   | 1   | 1   | 3   | 5   | 99     |
| 2    | Bradley Smith    | 2   | 3   | 12  | 8   | 2   | 2   | 88     |
| 3    | Eric Granado     | 8   | 17  | 13  | 6   | 1   | 1   | 71     |
| 4    | Héctor Garzó     | 4   | Ret | 2   | 2   | DSQ | 3   | 69     |
| 5    | Mike Di Meglio   | 3   | 1   | Ret | 10  | 10  | 6   | 63     |
| 6    | Xavier Siméon    | 7   | 2   | 3   | Ret | 4   | Ret | 55     |
| 7    | Alex de Angelis  | 6   | 4   | Ret | Ret | 5   | 4   | 47     |
| 8    | Jesko Raffin     | 13  | 9   | 4   | 7   | 7   | 10  | 47     |
| 9    | Niccolò Canepa   | 12  | 8   | 5   | 4   | 6   | Ret | 46     |
| 10   | Mattia Casadei   | 11  | 13  | Ret | 3   | 9   | 8   | 39     |
| 11   | Sete Gibernau    | 9   | 6   | 9   | Ret | 11  | 7   | 38     |
| 12   | Nicolás Terol    | 10  | 14  | 8   | 9   | 13  | 9   | 33     |
| 13   | Joshua Hook      | 15  | 7   | 10  | 12  | 8   | Ret | 28     |
| 14   | María Herrera    | 16  | 16  | 6   | 5   | 14  | 12  | 27     |
| 15   | Niki Tuuli       | 1   | 15  | Ret | INJ | EX  | EX  | 26     |
| 16   | Lorenzo Savadori | Ret | 10  | 7   | 11  | 15  | 13  | 24     |
| 17   | Randy de Puniet  | 17  | 12  | 11  | 13  | 12  | 11  | 21     |
| 18   | Kenny Foray      | 14  | 11  | Ret | 14  | 16  | 14  | 11     |
| 19   | Lucas Mahias     |     |     |     |     | INJ | INJ | 0      |
| Pos. | Piloto           | GER | AUT | RSM | RSM | VAL | VAL | Puntos |

| Color     | Resultado                                                               |
| --------- | ----------------------------------------------------------------------- |
| Oro       | Ganador                                                                 |
| Plata     | 2.ª plaza                                                               |
| Bronce    | 3.ª plaza                                                               |
| Verde     | Finalizó en los puntos                                                  |
| Azul      | Finalizó sin puntos                                                     |
| Azul      | NC - No clasificado                                                     |
| Violeta   | Ret - No terminó (Carrera)                                              |
| Rojo      | DNQ - No se clasificó                                                   |
| Negro     | DSQ - Descalificado                                                     |
| Blanco    | DNS - No empezó (carrera)                                               |
| Blanco    | WD - Retirado (fin de semana)                                           |
| Blanco    | C - Carrera cancelada                                                   |
| Sin color | DNP - Inscrito pero no participó                                        |
| Sin color | INJ - Lesionado                                                         |
| Sin color | EX - Excluido                                                           |
| Estado    | Resultado                                                               |
| Negrita   | Pole position                                                           |
| Cursiva   | Vuelta rápida                                                           |
| †         | Abandona, pero clasifica al completar el porcentaje requerido para ello |

### Campeonato de Equipos
| Pos. | Equipo                      | N.º | GER | AUT | RSM | RSM | VAL | VAL | Puntos |
| ---- | --------------------------- | --- | --- | --- | --- | --- | --- | --- | ------ |
| 1    | Avintia Esponsorama Racing  | 10  | 7   | 2   | 3   | Ret | 4   | Ret | 129    |
| 1    | Avintia Esponsorama Racing  | 51  | 8   | 17  | 13  | 6   | 1   | 1   | 129    |
| 2    | Trentino Gresini MotoE      | 11  | 5   | 5   | 1   | 1   | 3   | 5   | 123    |
| 2    | Trentino Gresini MotoE      | 32  | Ret | 10  | 7   | 11  | 15  | 13  | 123    |
| 3    | One Energy Racing           | 38  | 2   | 3   | 12  | 8   | 2   | 2   | 88     |
| 4    | Tech3 E-Racing              | 4   | 4   | Ret | 2   | 2   | DSQ | 3   | 80     |
| 4    | Tech3 E-Racing              | 78  | 14  | 11  | Ret | 14  | 16  | 14  | 80     |
| 5    | Octo Pramac MotoE           | 5   | 6   | 4   | Ret | Ret | 5   | 4   | 75     |
| 5    | Octo Pramac MotoE           | 16  | 15  | 7   | 10  | 12  | 8   | Ret | 75     |
| 6    | LCR E-Team                  | 7   | 12  | 8   | 5   | 4   | 6   | Ret | 67     |
| 6    | LCR E-Team                  | 14  | 17  | 12  | 11  | 13  | 12  | 11  | 67     |
| 7    | EG 0,0 Marc VDS             | 63  | 3   | 1   | Ret | 10  | 10  | 6   | 63     |
| 8    | Openbank Ángel Nieto Team   | 6   | 16  | 16  | 6   | 5   | 14  | 12  | 60     |
| 8    | Openbank Ángel Nieto Team   | 18  | 10  | 14  | 8   | 9   | 13  | 9   | 60     |
| 9    | Dynavolt Intact GP          | 2   | 13  | 9   | 4   | 7   | 7   | 10  | 47     |
| 10   | Ongetta SIC58 Squadra Corse | 27  | 11  | 13  | Ret | 3   | 9   | 8   | 39     |
| 11   | Join Contract Pons 40       | 15  | 9   | 6   | 9   | Ret | 11  | 7   | 38     |
| 12   | Ajo MotoE                   | 66  | 1   | 15  | Ret | INJ | EX  | EX  | 26     |
| 12   | Ajo MotoE                   | 44  |     |     |     |     | INJ | INJ | 26     |
| Pos. | Equipo                      | N.º | GER | AUT | RSM | RSM | VAL | VAL | Puntos |